# Trenton (Florida)
Trenton es una ciudad ubicada en el condado de Gilchrist en el estado estadounidense de Florida. En el Censo de 2010 tenía una población de 1999 habitantes y una densidad poblacional de 225,88 personas por km².

## Geografía
Trenton se encuentra ubicada en las coordenadas 29°36′34″N 82°48′53″O / 29.60944, -82.81472. Según la Oficina del Censo de los Estados Unidos, Trenton tiene una superficie total de 8.85 km², de la cual 8.85 km² corresponden a tierra firme y (0%) 0 km² es agua.

## Demografía
Según el censo de 2010, había 1999 personas residiendo en Trenton. La densidad de población era de 225,88 hab./km². De los 1999 habitantes, Trenton estaba compuesto por el 74.24% blancos, el 17.56% eran afroamericanos, el 0.55% eran amerindios, el 0.55% eran asiáticos, el 0% eran isleños del Pacífico, el 4.3% eran de otras razas y el 2.8% pertenecían a dos o más razas. Del total de la población el 7.85% eran hispanos o latinos de cualquier raza.